# Nekrolog 4. Quartal 1978
Nekrolog
◄◄
| ◄
| 1974
| 1975
| 1976
| 1977
| 1978 | 1979 | 1980 | 1981 | 1982 | ► | ►►
1. Quartal |
2. Quartal |
3. Quartal |
4. Quartal 1978
Weitere Ereignisse | Allgemeiner Nekrolog 1978
Die Beschreibung der verstorbenen Person sollte so kurz wie möglich gehalten sein und nur deren signifikante Tätigkeit(en) enthalten.
Neue Namen ggf. auch unter dem Geburts- und Sterbedatum, also etwa unter 1. Januar und im Geburts- und Sterbejahr (2024) eintragen (nur bei entsprechender großer Wichtigkeit). Für Beispiele siehe die schon vorhandenen Artikel.
Außerdem über die fünf zuletzt Verstorbenen, zu denen es einen ausreichend guten Artikel für eine Präsentation auf der Hauptseite gibt, nach der todesbedingten Überarbeitung der Artikel ggf. auch unter Wikipedia Diskussion:Hauptseite informieren und sie am besten auch in den anderen Wikipedia-Sprachversionen eintragen. Tipp: Regelmäßig bei news.google.de nach „ist tot“, „gestorben“ oder „verstorben“ suchen.
Wenn eine Person gestorben ist, gibt es viele Seiten zu dieser Person in der Wikipedia, die davon auch betroffen sind und entsprechend aktualisiert werden müssen. Beispiele: Namenübersichtsseite, Geburtsjahr, Geburtsort-Seiten und viele mehr.
Wie finde ich die betroffenen Seiten?
Im Suchfeld auf der linken Seite gibt man den Suchbegriff so ein: „Vorname Nachname“. Dann klickt man auf Volltext und alle Seiten mit entsprechendem Suchtext werden aufgerufen. Hier sieht man dann schnell, wo auch das Todesjahr Sinn macht oder sogar ein Teil des Artikels angepasst werden muss. Auch hilft das „Werkzeug“ auf der linken Seite sehr gut, um solche Seiten aufzufinden: „Links auf diese Seite“. Somit ist die Wikipedia wieder aktuell in allen Bereichen! Hinweis: bei Eintragung der Kategorie „Gestorben JAHR“ wird der Missbrauchsfilter 49 ausgelöst, was jedoch nicht schlimm ist. Siehe: Spezial:Missbrauchsfilter/49
Dies ist eine Liste von im vierten Quartal 1978 verstorbenen bekannten Persönlichkeiten. Die Einträge erfolgen innerhalb der einzelnen Daten alphabetisch sortiert. Tiere sind im Nekrolog für Tiere zu finden.

## Oktober
| Tag         | Name                                    | Beruf, bekannt als                                                                                            | Alter | Beleg |
| ----------- | --------------------------------------- | --- | ----- | ----- |
| 1. Oktober  | Adam Ciołkosz                           | polnischer Politiker im Exil (PPS)                                                                            | 77    |       |
| 1. Oktober  | Nikolaus Creutzburg                     | deutscher Geograph und Hochschulprofessor                                                                     | 85    |       |
| 1. Oktober  | Friedrich Kirchhoff                     | deutscher Unternehmer                                                                                         | 88    |       |
| 1. Oktober  | Hermes Lima                             | brasilianischer Journalist, Jurist und Politiker, Premierminister                                             | 75    |       |
| 1. Oktober  | Alfredo Obviar                          | philippinischer Geistlicher, römisch-katholischer Bischof von Lucena                                          | 89    |       |
| 1. Oktober  | Charles Pacôme                          | französischer Ringer                                                                                          | 74    |       |
| 2. Oktober  | Abbie Brunies                           | US-amerikanischer Jazz-Kornettist und Bandleader                                                              | 78    |       |
| 2. Oktober  | Stefan Fröhlich                         | österreichischer Offizier, zuletzt deutscher General der Flieger im Zweiten Weltkrieg                         | 88    |       |
| 2. Oktober  | Werner Heim                             | deutscher Biologe, Lehrer und Heimatforscher                                                                  | 70    |       |
| 2. Oktober  | Carl-Olof Nylén                         | schwedischer HNO-Arzt und Tennisspieler                                                                       | 86    |       |
| 2. Oktober  | Hans Schmidt-Oxbüll                     | dänisch-deutscher Politiker, Mitglied des Folketing, Hauptvorsitzender des Bundes Deutscher Nordschleswiger   | 79    |       |
| 2. Oktober  | Zeev Shek                               | israelischer Diplomat und Überlebender des Holocaust                                                          | 58    |       |
| 2. Oktober  | Dieter Zimmermann                       | deutscher Komponist, Arrangeur und Musikproduzent                                                             | 34    |       |
| 3. Oktober  | Aad van Amsterdam                       | niederländischer Radrennfahrer                                                                                | 63    |       |
| 3. Oktober  | Wassili Michailowitsch Andrianow        | sowjetischer Politiker                                                                                        | 76    |       |
| 3. Oktober  | Alexander Alexandrowitsch Below         | sowjetischer Basketballspieler                                                                                | 26    |       |
| 3. Oktober  | George Grant Blaisdell                  | US-amerikanischer Ingenieur und Erfinder                                                                      | 83    |       |
| 3. Oktober  | Paul Marziniak                          | deutscher Politiker (SPD), MdL                                                                                | 62    |       |
| 3. Oktober  | Ilse Obrig                              | deutsche Rundfunkredakteurin, Moderatorin und Autorin von Kinderbüchern                                       | 70    |       |
| 3. Oktober  | Alf Strange                             | englischer Fußballspieler                                                                                     | 78    |       |
| 3. Oktober  | Theodore George Henry Strehlow          | australischer ethnologischer Forscher                                                                         | 70    |       |
| 4. Oktober  | Roy L. Dennis                           | US-amerikanischer Junge                                                                                       | 16    |       |
| 4. Oktober  | Gustav Stollberg                        | deutscher Politiker (SPD), MdL                                                                                | 80    |       |
| 5. Oktober  | Harold Barron                           | US-amerikanischer Leichtathlet                                                                                | 84    |       |
| 5. Oktober  | Hugo Kuhn                               | deutscher Germanist                                                                                           | 69    |       |
| 5. Oktober  | José Luccioni                           | französischer Operntenor                                                                                      | 74    |       |
| 5. Oktober  | Max Richter                             | deutscher Politiker (DVP), MdR                                                                                | 91    |       |
| 5. Oktober  | May Warden                              | britische Schauspielerin                                                                                      | 87    |       |
| 6. Oktober  | Werner Boie                             | deutscher Ingenieur und Hochschullehrer                                                                       | 77    |       |
| 6. Oktober  | Gilberto Flores Muñoz                   | mexikanischer Politiker                                                                                       | 72    |       |
| 6. Oktober  | Johnny O’Keefe                          | australischer Rock'n'Roll-Musiker                                                                             | 43    |       |
| 6. Oktober  | Heinz Schorlemmer                       | deutscher Schauspieler und Theaterregisseur                                                                   | 72    |       |
| 6. Oktober  | Raoul Weckbecker                        | luxemburgischer Bobsportler und Skirennläufer                                                                 | 80    |       |
| 7. Oktober  | Henry Corbin                            | französischer Philosoph, Theologe und Islamwissenschaftler                                                    | 75    |       |
| 7. Oktober  | Claude Hugot                            | französischer Schachspieler                                                                                   | 49    |       |
| 7. Oktober  | Alfred Porges                           | österreichischer Politiker (SPÖ), Abgeordneter zum Nationalrat, Bundesrat                                     | 76    |       |
| 7. Oktober  | Erich Rocholl                           | deutscher Politiker (DP, CDU), MdL                                                                            | 76    |       |
| 7. Oktober  | Margarethe von Winterfeldt              | deutsche Gesangspädagogin                                                                                     | 76    |       |
| 8. Oktober  | Romanus Berg                            | deutscher Arbeiter und Politiker (KPD), MdR                                                                   | 84    |       |
| 8. Oktober  | Karl Kaminski                           | deutscher Bahnradsportler                                                                                     | 38    |       |
| 8. Oktober  | Michael Knoll                           | deutscher Terrorist, Mitglied der Rote Armee Fraktion                                                         |       |       |
| 8. Oktober  | Ernst Ludwig Kramar                     | deutscher Elektroingenieur                                                                                    | 76    |       |
| 8. Oktober  | Theodor Rocholl                         | deutscher Schauspieler bei Bühne, Film und Fernsehen                                                          | 87    |       |
| 8. Oktober  | Eliahu Sasson                           | israelischer Politiker und Diplomat                                                                           |       |       |
| 8. Oktober  | Edmond Schreiber                        | britischer Offizier und Gouverneur von Malta                                                                  | 88    |       |
| 8. Oktober  | Tibor Serly                             | ungarischer Komponist                                                                                         | 76    |       |
| 8. Oktober  | Karl Swenson                            | US-amerikanischer Schauspieler                                                                                | 70    |       |
| 8. Oktober  | David Peel Yates                        | britischer Offizier und Generalleutnant des Heeres                                                            | 67    |       |
| 9. Oktober  | Pawel Grigorjewitsch Antokolski         | russisch-sowjetischer Lyriker, Übersetzer und Dramatiker                                                      | 82    |       |
| 9. Oktober  | Wilhelm Bernhard                        | Schweizer Pathologe                                                                                           | 57    |       |
| 9. Oktober  | Jacques Brel                            | belgischer Chansonnier und Schauspieler                                                                       | 49    |       |
| 9. Oktober  | Iwan Le                                 | ukrainisch-sowjetischer Schriftsteller                                                                        | 83    |       |
| 9. Oktober  | Gezina van der Molen                    | niederländische Journalistin und Anwältin                                                                     | 86    |       |
| 10. Oktober | Horst Bergemann                         | deutscher Manager                                                                                             | 61    |       |
| 10. Oktober | John Randolph Bray                      | US-amerikanischer Produzent, Regisseur und Drehbuchautor von Zeichentrickfilmen                               | 99    |       |
| 10. Oktober | Ludwig von Gemmingen-Hornberg           | zweiter Bürgermeister und Mäzen in Woffenbach, Ehrenbürger von Neumarkt in der Oberpfalz                      |       |       |
| 10. Oktober | Ralph Marterie                          | italoamerikanischer Trompeter und Orchesterleiter                                                             | 63    |       |
| 10. Oktober | Kathryn McGuire                         | US-amerikanische Schauspielerin                                                                               | 74    |       |
| 10. Oktober | Ralph Metcalfe                          | US-amerikanischer Sprinter und Politiker                                                                      | 68    |       |
| 10. Oktober | Ernst Zindel                            | deutscher Ingenieur und Konstrukteur der Ju 52 („Tante JU“)                                                   | 81    |       |
| 11. Oktober | Goodloe Byron                           | US-amerikanischer Politiker                                                                                   | 49    |       |
| 11. Oktober | Elisabeth von Gustedt                   | deutsche Schriftstellerin und NS-Frauenschaftsführerin im Gau Berlin                                          | 92    |       |
| 11. Oktober | Karl Larsen                             | deutscher Bankmanager                                                                                         | 78    |       |
| 11. Oktober | Joseph Peitzmeier                       | deutscher Ornithologe und Theologe                                                                            | 81    |       |
| 12. Oktober | Alfred Karger                           | österreichischer Maler und Grafiker                                                                           | 53    |       |
| 12. Oktober | Emery Kelen                             | ungarischer Grafiker und Karikaturist                                                                         |       |       |
| 12. Oktober | Johanna Kühn                            | deutsche Politikerin (SPD), Mitglied der Stadtverordnetenversammlung von Groß-Berlin                          | 86    |       |
| 12. Oktober | Eugen Leibfried                         | deutscher Politiker (DVP, CDU), MdL, MdB, baden-württembergischer Landwirtschaftsminister                     | 81    |       |
| 12. Oktober | Josef Schmid                            | deutscher Geograph                                                                                            | 80    |       |
| 12. Oktober | Nancy Spungen                           | US-amerikanische Managerin, Freundin des Punkmusikers Sid Vicious                                             | 20    |       |
| 12. Oktober | Laura Turnau                            | Kinderärztin                                                                                                  | 96    |       |
| 13. Oktober | Władysław Ponurski                      | polnisch-österreichischer Sprinter                                                                            | 87    |       |
| 14. Oktober | Moshe Aram                              | israelischer Politiker                                                                                        | 82    |       |
| 14. Oktober | Bolesław Filipiak                       | polnischer Kardinal der römisch-katholischen Kirche                                                           | 77    |       |
| 14. Oktober | Rolf Hübner                             | deutscher Pflanzenbauwissenschaftler                                                                          | 69    |       |
| 14. Oktober | Hermann Kaiser                          | deutscher Theaterkritiker und Pädagoge                                                                        | 89    |       |
| 14. Oktober | Erich Klahn                             | deutscher bildender Künstler                                                                                  | 77    |       |
| 14. Oktober | Wladimir Michailowitsch Mjassischtschew | sowjetischer Flugzeugkonstrukteur                                                                             | 76    |       |
| 14. Oktober | Rolf Stenersen                          | norwegischer Leichtathlet, Autor, Kunstsammler                                                                | 79    |       |
| 15. Oktober | Floyd Allport                           | US-amerikanischer Sozialpsychologe                                                                            | 88    |       |
| 15. Oktober | Robert Tecumtha Browne                  | afroamerikanischer Lehrer, Philosoph und Hermetiker                                                           | 96    |       |
| 15. Oktober | Sophie Gasser                           | Schweizer Schriftstellerin                                                                                    | 85    |       |
| 15. Oktober | W. Eugene Smith                         | US-amerikanischer Fotograf                                                                                    | 59    |       |
| 15. Oktober | Kurt Stanke                             | deutscher Kameramann                                                                                          | 74    |       |
| 15. Oktober | Carmine Tramunti                        | US-amerikanischer Mafiaboss in New York                                                                       | 68    |       |
| 16. Oktober | Bruno Bušić                             | kroatischer Publizist, politischer Gefangener, Terrorhelfer und Funktionär einer kroatischen Exilorganisation | 39    |       |
| 16. Oktober | Dan Dailey                              | US-amerikanischer Film- und Theaterschauspieler                                                               | 64    |       |
| 16. Oktober | Edgar Kant                              | estnisch-schwedischer Geograph                                                                                | 76    |       |
| 16. Oktober | Alexander Spoerl                        | deutscher Schriftsteller, Film- und Rundfunkautor                                                             | 61    |       |
| 17. Oktober | Jean Améry                              | österreichischer Schriftsteller                                                                               | 65    |       |
| 17. Oktober | Gertrude Mary Cox                       | US-amerikanische Statistikerin                                                                                | 78    |       |
| 17. Oktober | Sigurd Evensmo                          | norwegischer Schriftsteller, Drehbuchautor und Filmhistoriker                                                 | 66    |       |
| 17. Oktober | Giovanni Gronchi                        | dritter Präsident der Republik Italien (1955–1962)                                                            | 91    |       |
| 17. Oktober | August von Knieriem                     | deutscher Jurist und Wirtschaftsführer                                                                        | 91    |       |
| 17. Oktober | Reed Morn                               | estnische Schriftstellerin                                                                                    | 80    |       |
| 17. Oktober | Richard Naumann                         | deutscher Richter und Rechtswissenschaftler                                                                   | 72    |       |
| 17. Oktober | Lutz Schall                             | deutscher Kinderarzt                                                                                          | 84    |       |
| 17. Oktober | Friedrich Stoy                          | deutscher Heimatforscher und Lehrer                                                                           | 91    |       |
| 17. Oktober | Franz Varelmann                         | deutscher Politiker (CDU), MdB                                                                                | 73    |       |
| 18. Oktober | Lawrence William Cramer                 | US-amerikanischer Hochschullehrer und Politiker                                                               | 80    |       |
| 18. Oktober | Ramón Mercader                          | spanischer Kommunist und Mörder Leo Trotzkis                                                                  | 65    |       |
| 18. Oktober | Karl Otto                               | deutscher Lyriker und Schriftsteller                                                                          | 76    |       |
| 18. Oktober | Anna Maria Simundt                      | deutsche Theaterschauspielerin, Rezitatorin, Sprechpädagogin und Schriftstellerin                             | 76    |       |
| 18. Oktober | Karl Tuttas                             | deutscher KPD-Funktionär und Widerstandskämpfer                                                               | 74    |       |
| 18. Oktober | Alfred Ungelenk                         | deutscher Physiker und Unternehmer                                                                            | 87    |       |
| 18. Oktober | Josef Walk                              | österreichischer Politiker, Bürgermeister von Steyr, Vizebürgermeister von Linz                               | 76    |       |
| 18. Oktober | Johannes Wolff                          | deutscher Politiker (CDU), MdL                                                                                | 78    |       |
| 19. Oktober | Paul Buchner                            | deutscher Zoologe und Cytologe                                                                                | 92    |       |
| 19. Oktober | Elsa Calcagno                           | argentinische Pianistin und Komponistin                                                                       | 72    |       |
| 19. Oktober | Arthur von Freymann                     | deutscher Geiger und Dirigent                                                                                 | 77    |       |
| 19. Oktober | Zanko Lawrenow                          | bulgarischer Maler                                                                                            | 81    |       |
| 19. Oktober | Gig Young                               | US-amerikanischer Schauspieler                                                                                | 64    |       |
| 20. Oktober | Andrew Acquarulo Ackers                 | US-amerikanischer Pianist, Bandleader und Komponist                                                           | 58    |       |
| 20. Oktober | Reto Caratsch                           | Schweizer Journalist und Schriftsteller                                                                       | 77    |       |
| 20. Oktober | Cesare Chiogna                          | Schweizer Skisportler                                                                                         |       |       |
| 20. Oktober | Bernhard Karlgren                       | schwedischer Sinologe                                                                                         | 89    |       |
| 20. Oktober | Hermann Löffler                         | deutscher Historiker                                                                                          | 70    |       |
| 20. Oktober | Gunnar Nilsson                          | schwedischer Formel-1-Rennfahrer                                                                              | 29    |       |
| 20. Oktober | Anders Nygren                           | schwedischer lutherischer Theologe und Bischof                                                                | 87    |       |
| 20. Oktober | Wolfgang Thomale                        | deutscher Offizier                                                                                            | 78    |       |
| 20. Oktober | Salka Viertel                           | österreichisch-amerikanische Schauspielerin und Drehbuchautorin                                               | 89    |       |
| 20. Oktober | Stanley Watson                          | britischer Jazzmusiker (Gitarre, Komposition)                                                                 | 52    |       |
| 21. Oktober | Toivo Hyytiäinen                        | finnischer Speerwerfer                                                                                        | 52    |       |
| 21. Oktober | Anastas Mikojan                         | sowjetischer Politiker armenischer Herkunft                                                                   | 82    |       |
| 21. Oktober | Helmuth Weidt                           | deutscher Politiker (SPD)                                                                                     | 79    |       |
| 22. Oktober | Reinhard Fäthe                          | deutscher Politiker (NSDAP), MdR, MdL                                                                         | 76    |       |
| 22. Oktober | Hermann Molter                          | deutscher Ingenieur, Unternehmer und Politiker (LDP, FDP), MdL                                                | 64    |       |
| 22. Oktober | John Nilsson                            | schwedischer Bandy-, Eishockey- und Fußballnationalspieler                                                    | 73    |       |
| 22. Oktober | Georges-Henri Pingusson                 | französischer Architekt                                                                                       | 84    |       |
| 23. Oktober | Eduard Brinkama                         | deutscher Antiquitätenhändler                                                                                 | 51    |       |
| 23. Oktober | Maybelle Carter                         | US-amerikanische Country-Musikerin                                                                            | 69    |       |
| 23. Oktober | H. A. L. Craig                          | irischer Drehbuchautor, Journalist und Theaterkritiker                                                        | 56    |       |
| 23. Oktober | Kate Diehn-Bitt                         | deutsche Malerin                                                                                              | 78    |       |
| 23. Oktober | John James Greene                       | kanadischer Politiker                                                                                         | 58    |       |
| 23. Oktober | George M. Rhodes                        | US-amerikanischer Politiker                                                                                   | 80    |       |
| 23. Oktober | Roman Petrowitsch Romanow               | russischer Adeliger, Großfürst von Russland                                                                   | 82    |       |
| 24. Oktober | Francisco Luis Bernárdez                | argentinischer Diplomat und Schriftsteller                                                                    | 78    |       |
| 24. Oktober | Bep Bijtelaar                           | niederländische Zeichnerin und Kirchenarchivarin                                                              | 79    |       |
| 24. Oktober | Gloria Castillo                         | amerikanische Schauspielerin                                                                                  | 45    |       |
| 24. Oktober | Otto Jentsch                            | deutscher Ingenieur und Rektor der Hochschule für Verkehrswesen Dresden                                       | 80    |       |
| 24. Oktober | Alfred Schmidt                          | deutscher Politiker (SPD), Mitglied der Stadtverordnetenversammlung von Groß-Berlin                           | 70    |       |
| 25. Oktober | Herbert Alsen                           | deutsch-österreichischer Opernsänger (Bass)                                                                   | 72    |       |
| 25. Oktober | Richard Czaya                           | deutscher Schachfunktionär und Schachspieler                                                                  | 73    |       |
| 25. Oktober | Leo Frédéric Alfred Baron d’Erlanger    | englischer Kaufmann und Bankier                                                                               | 80    |       |
| 25. Oktober | Hermann Grengg                          | österreichischer Wasserbauingenieur und Hochschullehrer                                                       | 87    |       |
| 25. Oktober | Alfred Zehelein                         | deutscher Komponist, Musikwissenschaftler, Musikpädagoge und Kirchenmusiker                                   | 76    |       |
| 26. Oktober | Konstantin Dawidowitsch Buschujew       | sowjetischer Ingenieur                                                                                        | 64    |       |
| 26. Oktober | Alexander Gerschenkron                  | Ökonom und Wirtschaftshistoriker                                                                              | 74    |       |
| 26. Oktober | Ignaz Greiner                           | deutscher Politiker (CSU)                                                                                     | 57    |       |
| 26. Oktober | Irmin Roberts                           | US-amerikanischer Kameramann                                                                                  | 74    |       |
| 26. Oktober | Paul Heinrich Simon                     | deutscher Pädagoge und Politiker (SPD), MdB                                                                   | 65    |       |
| 27. Oktober | Robert Giertsen                         | norwegischer Segler                                                                                           | 84    |       |
| 27. Oktober | Katharina von Künßberg                  | deutsche Zoologin                                                                                             | 95    |       |
| 27. Oktober | Arthur Richards, 1. Baron Milverton     | britischer Kolonialgouverneur                                                                                 | 93    |       |
| 28. Oktober | John Moore Allison                      | US-amerikanischer Diplomat                                                                                    | 73    |       |
| 28. Oktober | Hans Liebeschütz                        | deutscher Historiker                                                                                          | 84    |       |
| 28. Oktober | Kurt Linge                              | deutscher Ingenieur                                                                                           | 78    |       |
| 28. Oktober | Geoffrey Unsworth                       | britischer Kameramann                                                                                         | 64    |       |
| 28. Oktober | Ruaidhrí de Valera                      | irischer Prähistoriker                                                                                        | 61    |       |
| 29. Oktober | Hans Andreae                            | Schweizer Pianist, Cembalist, Organist und Musikpädagoge                                                      | 70    |       |
| 29. Oktober | Joseph Maria Boos                       | deutscher römisch-katholischer Prälat                                                                         | 69    |       |
| 29. Oktober | Nicolas Hayer                           | französischer Kameramann                                                                                      | 80    |       |
| 29. Oktober | Komaki Ōmi                              | japanischer Schriftsteller                                                                                    | 84    |       |
| 29. Oktober | Eugen Mack                              | Schweizer Turner                                                                                              | 71    |       |
| 29. Oktober | Willi Störring                          | deutscher Opernsänger (Tenor)                                                                                 | 82    |       |
| 30. Oktober | Roger Duff                              | neuseeländischer Ethnologe und Museumsdirektor                                                                | 66    |       |
| 30. Oktober | James Beriah Frazier junior             | US-amerikanischer Politiker                                                                                   | 88    |       |
| 30. Oktober | Horst Gebauer                           | deutscher Jurist und Kommunalpolitiker                                                                        | 65    |       |
| 30. Oktober | Brian Hayles                            | britischer Drehbuchautor und Schriftsteller                                                                   | 48    |       |
| 30. Oktober | Heinrich Heege                          | deutscher Landwirt und Politiker (CDU), MdL                                                                   | 69    |       |
| 30. Oktober | Wilhelm Sebastian                       | deutscher Automobilrennfahrer und Rennmechaniker                                                              | 75    |       |
| 31. Oktober | Maria Flink                             | deutsche Politikerin (Zentrum), MdL                                                                           | 86    |       |
| 31. Oktober | Gustav Kinn                             | schwedischer Leichtathlet                                                                                     | 83    |       |
| 31. Oktober | František Šterc                         | tschechoslowakischer Fußballspieler                                                                           | 66    |       |
| 31. Oktober | Klaus Ziegler                           | deutscher Philologe                                                                                           | 70    |       |
| Oktober     | Charles Carpenter                       | US-amerikanischer Liedtexter und Musikmanager                                                                 | 66    |       |
| Oktober     | Rudolf Geiter                           | österreichischer Fußballspieler                                                                               | 65    |       |
| Oktober     | Ouane Rattikone                         | laotischer General der laotischen Luftwaffe und Rauschgifthändler                                             |       |       |

## November
| Tag          | Name                           | Beruf, bekannt als                                                                                  | Alter | Beleg |
| ------------ | ------------------------------ | --------------------------------------------------------------------------------------------------- | ----- | ----- |
| 1. November  | Martin Erich Philipp           | deutscher Maler und Grafiker                                                                        | 91    |       |
| 1. November  | Henri Stempffer                | französischer Entomologe                                                                            | 84    |       |
| 2. November  | Giuseppe Berto                 | italienischer Schriftsteller                                                                        | 63    |       |
| 2. November  | Heinz-Rudolf Hoffmann          | deutscher Pädagoge und Politiker (CDU der DDR) und Abgeordneter der Volkskammer der DDR             | 47    |       |
| 2. November  | Lilli Kann                     | deutsche Schauspielerin beim britischen Film                                                        | 85    |       |
| 2. November  | Fritz Mensing                  | deutscher Politiker (WP, CDU), MdB                                                                  | 83    |       |
| 2. November  | Walter Paatz                   | deutscher Kunsthistoriker                                                                           | 76    |       |
| 2. November  | Albert Siebenmorgen            | deutscher Fotograf, Maler, Heimatforscher und Lehrer                                                | 83    |       |
| 2. November  | Leslie Skinner                 | amerikanischer Raketeningenieur                                                                     | 78    |       |
| 2. November  | Horst Strohbach                | deutscher Heimatforscher                                                                            | 92    |       |
| 2. November  | Henry Willson                  | US-amerikanischer Hollywood-Agent                                                                   | 67    |       |
| 4. November  | Franz Fleischmann              | österreichischer Jurist Politiker (SPÖ), Abgeordneter zum Nationalrat                               | 54    |       |
| 4. November  | Adolf Graf                     | deutscher Kirchenmusiker                                                                            | 79    |       |
| 4. November  | Grete Jahr-Queißer             | deutsche Malerin und Grafikerin                                                                     | 78    |       |
| 4. November  | Arschad al-Omari               | osmanischer Ingenieur und Politiker                                                                 | 90    |       |
| 4. November  | Marion Palfi                   | deutsch-amerikanische Fotografin und Schauspielerin                                                 | 71    |       |
| 5. November  | Denis O’Dea                    | irischer Theater- und Filmschauspieler                                                              | 73    |       |
| 5. November  | Josef Schaub                   | deutscher Verleger                                                                                  | 79    |       |
| 5. November  | Eduard Wald                    | deutscher Politiker (KPD) und Gewerkschafter                                                        | 73    |       |
| 6. November  | Harry Bertoia                  | italoamerikanischer Künstler, Tonkunst-Bildhauer und Möbeldesigner                                  | 63    |       |
| 6. November  | Guillermo de Blanck y Menocal  | kubanischer Botschafter                                                                             | 96    |       |
| 6. November  | Gerhard Lichtenfeld            | deutscher Künstler                                                                                  | 57    |       |
| 6. November  | Kurt Meyer                     | deutscher Chemiker, Professor für Physikalische Chemie                                              | 74    |       |
| 6. November  | Heiri Suter                    | Schweizer Radrennfahrer                                                                             | 79    |       |
| 7. November  | Jorge Carrera Andrade          | ecuadorianischer Lyriker, Schriftsteller und Diplomat                                               | 75    |       |
| 7. November  | Cattle Annie                   | US-amerikanischer Outlaw                                                                            | 95    |       |
| 7. November  | Janet Flanner                  | US-amerikanische Schriftstellerin, Journalistin und feministische Exzentrikerin                     | 86    |       |
| 7. November  | Hermann Gauch                  | deutscher Arzt, Adjutant Heinrich Himmlers und NS-Rasseforscher                                     | 79    |       |
| 7. November  | Berthold Heilig                | deutscher NSDAP-Kreisleiter                                                                         | 64    |       |
| 7. November  | Charles Le Coq de Kerland      | französischer Jurist                                                                                | 90    |       |
| 7. November  | Jivraj Mehta                   | indischer Politiker des Indischen Nationalkongresses (INC)                                          | 91    |       |
| 7. November  | Helmut Signon                  | deutscher Journalist                                                                                | 55    |       |
| 7. November  | Gene Tunney                    | US-amerikanischer Boxer und Schwergewichts-Weltmeister                                              | 81    |       |
| 8. November  | Kurt Adelmann                  | deutscher Politiker (SPD)                                                                           | 48    |       |
| 8. November  | Max Baumberg                   | deutscher Eisenbahningenieur, Reichsbahndirektor bei der Deutschen Reichsbahn                       | 72    |       |
| 8. November  | Hermann König                  | deutscher Mathematiker                                                                              | 86    |       |
| 8. November  | Terence Bruce Mitford          | schottischer Epigraphiker und Archäologe                                                            | 73    |       |
| 8. November  | Norman Rockwell                | US-amerikanischer Maler und Illustrator                                                             | 84    |       |
| 8. November  | Ernst Streckeisen              | deutscher Stammapostel und damit Hauptleiter der Neuapostolischen Kirche                            | 73    |       |
| 9. November  | Adrienne Marden                | US-amerikanische Schauspielerin                                                                     | 69    |       |
| 9. November  | Hans Nagel                     | deutscher bildender Künstler                                                                        | 52    |       |
| 9. November  | Paul Rolland                   | US-amerikanischer Musikpädagoge und Bratschist                                                      | 66    |       |
| 9. November  | Otto Siegl                     | österreichischer Musiker und Komponist                                                              | 82    |       |
| 9. November  | Karl-Erik Svensson             | schwedischer Turner                                                                                 | 87    |       |
| 9. November  | Helene Wieruszowski            | deutschamerikanische Historikerin                                                                   | 84    |       |
| 10. November | Theo Lingen                    | deutsch-österreichischer Schauspieler, Regisseur und Buchautor                                      | 75    |       |
| 10. November | Patrick B. O’Sullivan          | US-amerikanischer Politiker                                                                         | 91    |       |
| 11. November | Bernhard Borgmann              | US-amerikanischer Basketballspieler und Baseballspieler                                             | 78    |       |
| 11. November | Fred Dubitscher                | deutscher Psychiater und Rassenhygieniker                                                           | 73    |       |
| 11. November | Jack Gardner                   | englischer Boxer                                                                                    | 52    |       |
| 11. November | Theodor Heidhues               | deutscher Agrarökonom                                                                               | 45    |       |
| 11. November | Mabel Zuppinger                | schweizerisch-österreichische Journalistin                                                          | 81    |       |
| 12. November | Karl Ehmer                     | deutscher Fußballspieler                                                                            | 71    |       |
| 12. November | Tadeusz Fijewski               | polnischer Schauspieler und Opfer des Nationalsozialismus                                           | 67    |       |
| 12. November | Ernst Matray                   | ungarischer Tänzer, Choreograf und Schauspieler                                                     | 87    |       |
| 12. November | Bento Munhoz da Rocha Neto     | brasilianischer Politiker                                                                           | 72    |       |
| 13. November | Fritz Giegold                  | deutscher Schachkomponist                                                                           | 75    |       |
| 13. November | Oskar Herterich                | deutscher Ingenieur                                                                                 | 72    |       |
| 13. November | Rudolf Körner                  | deutscher Turner                                                                                    | 86    |       |
| 13. November | Reinhard Weisbach              | deutscher Literaturwissenschaftler, Essayist und Lyriker                                            | 45    |       |
| 14. November | Mikaela Drosdowskaja           | sowjetische Schauspielerin und Synchronsprecherin                                                   | 41    |       |
| 14. November | Arthur Korn                    | deutscher Architekt, Stadtplaner und Autor                                                          | 87    |       |
| 14. November | Sigismund von Preußen          | preußischer Prinz                                                                                   | 81    |       |
| 15. November | Erwin Becker                   | deutscher Veterinärmediziner und Hochschullehrer                                                    | 80    |       |
| 15. November | Ernst Georg Deuerlein          | deutscher Chemielehrer in Nürnberg, Heimatkundler Erlangens und Frankens                            | 85    |       |
| 15. November | Emil Limbeck                   | deutscher Politiker (SPD), MdL                                                                      | 69    |       |
| 15. November | Günther Lohmann                | deutscher General                                                                                   | 83    |       |
| 15. November | Margaret Mead                  | US-amerikanische Anthropologin und Ethnologin                                                       | 76    |       |
| 15. November | Henry Pacholski                | deutscher Rocksänger, Textdichter                                                                   | 29    |       |
| 15. November | Elfriede Schirrmacher          | deutsche Archivarin und Autorin                                                                     | 84    |       |
| 15. November | Gerhard Zachar                 | deutscher Rockmusiker, Sänger, Bandleader und Komponist                                             | 33    |       |
| 16. November | Alain Colas                    | französischer Hochseesegler                                                                         | 35    |       |
| 16. November | Claude Dauphin                 | französischer Schauspieler                                                                          | 75    |       |
| 16. November | Kurt Langenbein                | deutscher Fußballspieler                                                                            | 68    |       |
| 16. November | Jimmy Nottingham               | US-amerikanischer Jazz-Trompeter                                                                    | 52    |       |
| 16. November | Bruno Pokorny                  | Publizist und Pionier der Erwachsenenbildung in Südtirol                                            | 77    |       |
| 17. November | Sait Altınordu                 | türkischer Fußballspieler                                                                           | 66    |       |
| 17. November | Evans Bradshaw                 | US-amerikanischer Jazzmusiker                                                                       | 45    |       |
| 17. November | Kamil Jarmatow                 | sowjetischer Filmregisseur                                                                          | 75    |       |
| 17. November | Malcolm Macmillan              | schottischer Politiker der Labour Party                                                             | 65    |       |
| 17. November | Hans Migotsch                  | deutscher Betriebsratsvorsitzender und Werkdirektor                                                 | 85    |       |
| 17. November | Fritz Peus                     | deutscher Entomologe                                                                                | 74    |       |
| 18. November | Pablo Dorado                   | uruguayischer Fußballspieler                                                                        | 70    |       |
| 18. November | J. Norman Emerson              | kanadischer Archäologe                                                                              | 61    |       |
| 18. November | Dhirendranath Ganguly          | indischer Filmregisseur und Schauspieler                                                            | 85    |       |
| 18. November | Jindřich Halabala              | tschechischer Möbeldesigner                                                                         | 75    |       |
| 18. November | Jim Jones                      | US-amerikanischer Sektenführer und der Gründer des Peoples Temple                                   | 47    |       |
| 18. November | Odette Myrtil                  | französisch-amerikanische Schauspielerin und Kostümbildnerin                                        | 80    |       |
| 18. November | László Orbán                   | ungarischer kommunistischer Politiker, Mitglied des Parlaments                                      | 66    |       |
| 18. November | Leo F. Rayfiel                 | US-amerikanischer Jurist und Politiker                                                              | 90    |       |
| 18. November | Leo J. Ryan                    | US-amerikanischer Politiker der Demokratischen Partei                                               | 53    |       |
| 18. November | Jiří Skobla                    | tschechoslowakischer Kugelstoßer                                                                    | 48    |       |
| 18. November | Wilhelm Thomas                 | deutscher lutherischer Theologe                                                                     | 82    |       |
| 18. November | Lennie Tristano                | US-amerikanischer Jazzmusiker (Pianist, Komponist, Lehrer)                                          | 59    |       |
| 18. November | Erich Zachau                   | deutscher Volkswirtschaftler                                                                        | 76    |       |
| 19. November | William Addis                  | britischer Kolonialgouverneur (Bermuda, Seychellen)                                                 | 77    |       |
| 19. November | Alfred Bernegger               | Schweizer Kunstmaler und Holzschneider                                                              | 66    |       |
| 19. November | Rudolf Eberle                  | deutscher Politiker (SPD)                                                                           | 53    |       |
| 19. November | Ernst Eikhof                   | deutscher Fußballspieler                                                                            | 86    |       |
| 19. November | Jenny-Laure Garcin             | französische Malerin, Filmemacherin und Kunstkritikerin                                             | 82    |       |
| 19. November | Robert E. McLaughlin           | US-amerikanischer Politiker                                                                         | 71    |       |
| 19. November | Dobroslava Menclová            | tschechische Architektin, Kunsthistorikerin und Burgenforscherin                                    | 74    |       |
| 19. November | Walter Münze                   | deutscher Maler, Grafiker und Kommunist                                                             | 83    |       |
| 20. November | Robert Alan Aurthur            | US-amerikanischer Schriftsteller, Drehbuchautor und Filmproduzent                                   | 56    |       |
| 20. November | Giorgio de Chirico             | italienischer Maler und Grafiker                                                                    | 90    |       |
| 20. November | Erna Klemm                     | deutsche Verlegerstocher und -ehefrau sowie Lyrikerin                                               | 86    |       |
| 20. November | Ulrich Knispel                 | deutscher Maler, Mosaikkünstler, Grafiker, Zeichner und Kunstpädagoge                               | 67    |       |
| 20. November | Scott Newman                   | US-amerikanischer Schauspieler und Stuntman                                                         | 28    |       |
| 20. November | Olga Orgonista                 | ungarische Eiskunstläuferin                                                                         | 77    |       |
| 20. November | Paul Reichert                  | deutscher Politiker (DDP, CDU) und Landtagsabgeordneter                                             | 76    |       |
| 20. November | Jens August Schade             | dänischer Dichter und Schriftsteller                                                                | 75    |       |
| 21. November | Ewald Belz                     | deutscher Politiker (CDU)                                                                           | 76    |       |
| 21. November | Claude Brugerolles             | französischer Radrennfahrer                                                                         | 47    |       |
| 21. November | Hermann Hänggi                 | Schweizer Turner                                                                                    | 84    |       |
| 21. November | Karl Paul Link                 | US-amerikanischer Biochemiker                                                                       | 77    |       |
| 21. November | Willy Massoth                  | deutscher Politiker (CDU), MdB                                                                      | 67    |       |
| 21. November | Francesco Tricomi              | italienischer Mathematiker                                                                          | 81    |       |
| 21. November | Martin Zill                    | deutscher Architekt                                                                                 | 71    |       |
| 22. November | Joachim Kirchner               | deutscher Bibliothekar und Zeitschriftenhistoriker                                                  | 88    |       |
| 22. November | Juan Legarreta                 | spanisch-chilenischer Fußballspieler                                                                | 81    |       |
| 22. November | Friedrich Carl von Oppenheim   | deutscher Bankier und Europapolitiker                                                               | 78    |       |
| 22. November | Adam Winter                    | deutscher Bildhauer und Keramiker                                                                   | 74    |       |
| 23. November | El Hajj Muhammad El Anka       | algerischer Musiker                                                                                 | 71    |       |
| 23. November | Jacques Bergier                | französisch-polnischer Chemiker, Alchemist, Spion, Journalist und Schriftsteller                    | 66    |       |
| 23. November | Grigori Borissowitsch Bernandt | litauisch-sowjetischer Musikwissenschaftler                                                         | 73    |       |
| 23. November | Mario Bonfantini               | italienischer Antifaschist, Autor, Romanist, Französist, Italianist und Übersetzer'"`UNIQ--ref-00000020-QIN... | 74    |       |
| 23. November | Josef Fröhlich                 | deutscher Ingenieur                                                                                 | 74    |       |
| 23. November | Hanns Johst                    | völkischer Dramatiker und Lyriker und Funktionär der NSDAP                                          | 88    |       |
| 23. November | Alfred Kleindienst             | evangelisch-lutherischer Geistlicher und Leiter der Lodscher (Litzmannstädter) Evangelischen Kirche | 85    |       |
| 24. November | Wilhelm Adam                   | deutscher NDPD-Funktionär, Finanzminister in Sachsen, MdV                                           | 85    |       |
| 24. November | Bernard Brodie                 | US-amerikanischer Politikwissenschaftler und Militärstratege                                        | 68    |       |
| 24. November | Georg Dechant                  | deutscher Politiker (NSDAP), MdR und SA-Führer                                                      | 85    |       |
| 24. November | Juri Naumowitsch Lipski        | russischer Astronom                                                                                 | 68    |       |
| 24. November | Gaspard Rinaldi                | französischer Radsportler                                                                           | 69    |       |
| 24. November | Emil Schmid                    | Schweizer Maler, Porträtist und Radierer                                                            | 87    |       |
| 24. November | Karl Seiler                    | deutscher Pädagoge und Soziologe                                                                    | 82    |       |
| 24. November | Béla Vihar                     | ungarischer Schriftsteller, Poet und Journalist                                                     | 70    |       |
| 24. November | Warren Weaver                  | US-amerikanischer Informationswissenschaftler                                                       | 84    |       |
| 25. November | Fritz Feierabend               | Schweizer Bobsportler                                                                               | 70    |       |
| 25. November | Elena Freda                    | italienische Mathematikerin, Physikerin und Hochschullehrerin                                       | 88    |       |
| 25. November | Hermann Köster                 | deutscher Kommunalpolitiker (SPD), Stadtpräsident von Kiel                                          | 67    |       |
| 25. November | Irene Morra                    | US-amerikanische Filmeditorin                                                                       | 85    |       |
| 25. November | Eduard Stiefel                 | Schweizer Mathematiker                                                                              | 69    |       |
| 26. November | Frank Rosolino                 | US-amerikanischer Jazzposaunist                                                                     | 52    |       |
| 26. November | Willi Steinhörster             | deutscher Politiker (SPD), MdL, MdB                                                                 | 70    |       |
| 26. November | Zoe Wassilko von Serecki       | österreichische Parapsychologin und Astrologin                                                      | 81    |       |
| 27. November | Josef Fischer                  | deutscher Manager der Montanindustrie                                                               | 66    |       |
| 27. November | Josef Hirtreiter               | deutscher SS-Scharführer im Vernichtungslager Treblinka                                             | 69    |       |
| 27. November | Hermann Kremers                | deutscher Architekt                                                                                 | 76    |       |
| 27. November | Walter Kühlthau                | deutscher Politiker (CDU), MdL, MdB                                                                 | 72    |       |
| 27. November | Roberto Larraz                 | argentinischer Fechter                                                                              | 80    |       |
| 27. November | Harvey Milk                    | US-amerikanischer Politiker und Bürgerrechtler der Schwulen- und Lesbenbewegung                     | 48    |       |
| 27. November | George Moscone                 | US-amerikanischer Politiker, Bürgermeister von San Francisco                                        | 49    |       |
| 27. November | Hans Albrecht Moser            | Schweizer Schriftsteller                                                                            | 96    |       |
| 27. November | Ernst Schirlitz                | deutscher Marineoffizier, zuletzt Vizeadmiral im Zweiten Weltkrieg                                  | 85    |       |
| 27. November | Joseph Marie Trịnh Như Khuê    | vietnamesischer Geistlicher und Erzbischof von Hanoi                                                | 79    |       |
| 28. November | Erich Alfred Breuning          | deutscher Marineoffizier, zuletzt Konteradmiral der Kriegsmarine im Zweiten Weltkrieg               | 81    |       |
| 28. November | Anton Degen                    | deutscher Politiker (SPD), MdL Bayern                                                               | 58    |       |
| 28. November | Kurt Krjeńc                    | sorbisch-deutscher Politiker (SED), MdV, Vorsitzender der Domowina                                  | 71    |       |
| 28. November | André Morell                   | britischer Schauspieler                                                                             | 69    |       |
| 28. November | Fernando Peyroteo              | portugiesischer Fußballspieler                                                                      | 60    |       |
| 28. November | Carlo Scarpa                   | italienischer Architekt                                                                             | 72    |       |
| 29. November | Baltasar Albéniz               | spanischer Fußballspieler und -trainer                                                              | 73    |       |
| 29. November | Joe Allen                      | englischer Fußballspieler                                                                           | 68    |       |
| 29. November | Karl von Blarer                | Schweizer Politiker (CVP)                                                                           | 93    |       |
| 29. November | Alexander Fuks                 | israelischer Althistoriker und Papyrologe                                                           | 61    |       |
| 29. November | Alan Richardson                | schottischer Pianist und Komponist                                                                  | 74    |       |
| 29. November | Barney Slater                  | US-amerikanischer Drehbuchautor                                                                     | 55    |       |
| 30. November | Derrick Allen                  | englischer Fußballspieler                                                                           | 48    |       |
| 30. November | Barbara von Annenkoff          | russischstämmige, deutsche Schauspielerin bei Bühne, Film und Fernsehen                             | 80    |       |
| 30. November | Norbertine Bresslern-Roth      | österreichische Malerin                                                                             | 87    |       |
| 30. November | Otto Kallir                    | österreichischer Kunsthistoriker, Essayist, Verleger und Galerist                                   | 84    |       |
| 30. November | Eileen Law                     | kanadische Oratorien- und Opernsängerin (Kontra-Alt) sowie Musikpädagogin                           | 78    |       |
| 30. November | Wilhelm Mandl                  | österreichischer Politiker (ÖVP), Abgeordneter zum Nationalrat                                      | 68    |       |
| 30. November | Maximilian Schantl             | österreichischer Verwaltungsjurist                                                                  | 77    |       |
| 30. November | Emil Schlander                 | österreichischer Oto-Rhino-Laryngologe                                                              | 90    |       |
| 30. November | Otto Schneidereit              | deutscher Regisseur und Musikschriftsteller mit dem Schwerpunkt Operette                            | 63    |       |
| 00 November  | Clarke Beard                   | US-amerikanischer Mittelstreckenläufer                                                              |       |       |
| November     | Frank Humphries                | US-amerikanischer Jazz- und R&B-Musiker                                                             | 65    |       |
| November     | Gottlieb Nagel                 | deutscher Polizeioffizier und Täter des Holocaust                                                   |       |       |
| November     | Hermann Springer               | Schweizer Fußballspieler                                                                            | 69    |       |

## Dezember
| Tag          | Name                                   | Beruf, bekannt als                                                                                              | Alter | Beleg |
| ------------ | -------------------------------------- | --- | ----- | ----- |
| 1. Dezember  | Berko Acker                            | deutscher Film- und Theaterschauspieler                                                                         | 33    |       |
| 1. Dezember  | Heinrich Albrecht                      | deutscher Politiker und Gewerkschafter (SPD), MdL (Bayern)                                                      | 60    |       |
| 1. Dezember  | Kathrine Chemnitz                      | grönländische Frauenrechtlerin                                                                                  | 84    |       |
| 1. Dezember  | Curt Fensterbusch                      | deutscher Altphilologe und Gymnasiallehrer                                                                      | 90    |       |
| 1. Dezember  | Willi Frischauer                       | österreichisch-britischer Journalist                                                                            | 72    |       |
| 1. Dezember  | Herbert Olofsson                       | schwedischer Ringer                                                                                             | 68    |       |
| 1. Dezember  | Petro Pantsch                          | ukrainisch-sowjetischer Schriftsteller                                                                          | 87    |       |
| 1. Dezember  | Botha Sigcau                           | südafrikanischer Politiker in Transkei                                                                          |       |       |
| 2. Dezember  | Max Geiger                             | Schweizer evangelischer Geistlicher und Hochschullehrer                                                         | 56    |       |
| 2. Dezember  | Jakob Mädl                             | österreichischer Politiker (ÖVP), Landtagsabgeordneter im Burgenland, Abgeordneter zum Nationalrat, Mitglied... | 82    |       |
| 2. Dezember  | Edward Pitblado                        | britischer Eishockeyspieler                                                                                     | 82    |       |
| 3. Dezember  | Iwan Kawaleridse                       | ukrainisch-sowjetischer Bildhauer, Filmemacher, Filmregisseur, Dramatiker und Drehbuchautor                     | 91    |       |
| 3. Dezember  | Hans Richter                           | deutscher Mathematiker                                                                                          | 66    |       |
| 3. Dezember  | Heinz Schmiedel                        | deutscher Tänzer und Choreograph                                                                                | 51    |       |
| 3. Dezember  | William Grant Still                    | US-amerikanischer Komponist                                                                                     | 83    |       |
| 4. Dezember  | Gerhard Böhmer                         | deutscher Schriftsteller                                                                                        | 83    |       |
| 4. Dezember  | Samuel Abraham Goudsmit                | US-amerikanischer Physiker                                                                                      | 76    |       |
| 4. Dezember  | Tadeusz Kasprzycki                     | polnischer Heeresoffizier und Minister für Militärangelegenheiten                                               | 87    |       |
| 4. Dezember  | Walter Merz                            | deutscher Feuerwerker                                                                                           | 72    |       |
| 4. Dezember  | Sverre Nordby                          | norwegischer Fußballspieler                                                                                     | 68    |       |
| 4. Dezember  | Albrecht Schoenhals                    | deutscher Schauspieler                                                                                          | 90    |       |
| 4. Dezember  | William A. Steiger                     | US-amerikanischer Politiker                                                                                     | 40    |       |
| 4. Dezember  | Rudolf Svensson                        | schwedischer Ringer                                                                                             | 79    |       |
| 4. Dezember  | Heinrich Wesche                        | deutscher Philologe und Hochschullehrer                                                                         | 74    |       |
| 5. Dezember  | Dajos Béla                             | russischer Geiger und Tanzkapellenleiter                                                                        | 80    |       |
| 5. Dezember  | George S. Brown                        | US-amerikanischer General der United States Air Force                                                           | 60    |       |
| 5. Dezember  | Bernard Faÿ                            | französischer Historiker                                                                                        | 85    |       |
| 5. Dezember  | Irénée Hausherr                        | französischer Ordensgeistlicher, Jesuit und Hochschullehrer                                                     | 87    |       |
| 5. Dezember  | Laurence Helsby, Baron Helsby          | britischer Regierungsbeamter                                                                                    | 70    |       |
| 5. Dezember  | Hans Huffzky                           | deutscher Journalist, Herausgeber und Verlagsberater                                                            | 65    |       |
| 5. Dezember  | Rolf Lingenberg                        | deutscher Mathematiker                                                                                          | 49    |       |
| 5. Dezember  | Edmond Machtens                        | belgischer Politiker                                                                                            | 76    |       |
| 5. Dezember  | Carlos Riolfo                          | uruguayischer Fußballspieler                                                                                    | 73    |       |
| 6. Dezember  | Kamuran Bedirxan                       | kurdischer Jurist, Politiker, Schriftsteller                                                                    | 83    |       |
| 6. Dezember  | Franz Buerstedde                       | deutscher Verwaltungsjurist und Oberkreisdirektor                                                               | 83    |       |
| 6. Dezember  | Hugo Brömmer                           | deutscher Politiker (KPD/SPD), MdL Thüringen                                                                    | 83    |       |
| 6. Dezember  | Mary Hottinger                         | englische Übersetzerin und Herausgeberin                                                                        | 85    |       |
| 7. Dezember  | Alfred Berroth                         | deutscher Geodät                                                                                                | 86    |       |
| 7. Dezember  | Ursula Friedrich                       | deutsche Politikerin (CDU), MdV, Redakteurin                                                                    | 55    |       |
| 7. Dezember  | Harold Edwin Hurst                     | britischer Hydrologe                                                                                            | 98    |       |
| 7. Dezember  | Alice Lenshina                         | sambische Kirchengründerin und Prophetin                                                                        |       |       |
| 7. Dezember  | Edward Rothe                           | deutscher Schauspieler und Regisseur                                                                            | 69    |       |
| 7. Dezember  | Alexander Wetmore                      | US-amerikanischer Ornithologe und Paläontologe                                                                  | 92    |       |
| 8. Dezember  | Guido Luigi Bentivoglio                | italienischer Geistlicher, Erzbischof von Catania                                                               | 79    |       |
| 8. Dezember  | Ferruccio Ferrazzi                     | italienischer Maler und Bildhauer                                                                               | 87    |       |
| 8. Dezember  | Josef Horak                            | österreichischer Politiker (SPÖ)                                                                                | 80    |       |
| 8. Dezember  | Werner Horn                            | deutscher Kartograf                                                                                             | 75    |       |
| 8. Dezember  | Edith Jacobson                         | deutsche Ärztin und Psychoanalytikerin                                                                          | 81    |       |
| 8. Dezember  | Knud Kristiansen                       | grönländischer Künstler und Landesrat                                                                           | 46    |       |
| 8. Dezember  | Hans Matt-Willmatt                     | deutscher Dichter, Schriftsteller und Heimatforscher                                                            | 80    |       |
| 8. Dezember  | Golda Meir                             | israelische Politikerin und Premierministerin                                                                   | 80    |       |
| 8. Dezember  | Hans Schönfeld                         | deutscher Elektroingenieur und Rektor der TH Hannover (1954–1956)                                               | 75    |       |
| 8. Dezember  | Bedřich Voldán                         | tschechischer Komponist, Geiger und Musikpädagoge                                                               | 85    |       |
| 9. Dezember  | Emil Duft                              | Schweizer Politiker (CSP)                                                                                       | 83    |       |
| 9. Dezember  | Wilhelm Gmelin                         | deutscher Fußballspieler                                                                                        | 87    |       |
| 9. Dezember  | Ed Healey                              | US-amerikanischer American-Football-Spieler und -Trainer                                                        | 83    |       |
| 9. Dezember  | Irene Korb                             | deutsche Schauspielerin                                                                                         | 55    |       |
| 9. Dezember  | Paula Ronay                            | ungarisch-deutsche Schauspielerin, Synchron- und Hörspielsprecherin                                             | 85    |       |
| 9. Dezember  | Waldemar Schweitzer                    | deutscher Journalist und Verleger                                                                               | 52    |       |
| 10. Dezember | Asbjørn Andersen                       | dänischer Schauspieler und Regisseur                                                                            | 75    |       |
| 10. Dezember | Paul Arnsberg                          | deutscher Schriftsteller, Historiker und Journalist                                                             | 78    |       |
| 10. Dezember | Jac Diehl                              | deutscher Schauspieler                                                                                          | 77    |       |
| 10. Dezember | James I. Dolliver                      | US-amerikanischer Politiker                                                                                     | 84    |       |
| 10. Dezember | Emilio Portes Gil                      | mexikanischer Politiker, Präsident von Mexiko                                                                   | 87    |       |
| 10. Dezember | Fausto Tozzi                           | italienischer Schauspieler und Drehbuchautor                                                                    | 57    |       |
| 10. Dezember | Ed Wood                                | US-amerikanischer Filmregisseur                                                                                 | 54    |       |
| 11. Dezember | Sam Houston Johnson                    | US-amerikanischer Geschäftsmann                                                                                 | 64    |       |
| 11. Dezember | Olga Kirtschewa                        | bulgarische Schauspielerin                                                                                      | 75    |       |
| 11. Dezember | Raúl Alberto Lastiri                   | argentinischer Politiker                                                                                        | 63    |       |
| 11. Dezember | Arnold Christian Normann               | dänischer Politiker (Det Radikale Venstre), Folketingsabgeordneter und Minister                                 | 74    |       |
| 11. Dezember | Fritz Peretti                          | deutscher Bildhauer                                                                                             | 83    |       |
| 11. Dezember | Vincent du Vigneaud                    | amerikanischer Biochemiker, Nobelpreis für Chemie 1955                                                          | 77    |       |
| 11. Dezember | Hermann Wolf                           | deutscher Zahnmediziner sowie Hochschullehrer österreichischer Herkunft                                         | 89    |       |
| 12. Dezember | Aquirax Aida                           | japanischer Jazzautor und Musikproduzent                                                                        | 32    |       |
| 12. Dezember | Franz Bäke                             | deutscher Generalmajor im Zweiten Weltkrieg                                                                     | 80    |       |
| 12. Dezember | Fay Compton                            | britische Schauspielerin                                                                                        | 84    |       |
| 12. Dezember | Valeriano Guemes Rodriguez             | spanischer Ordensgeistlicher                                                                                    | 88    |       |
| 12. Dezember | Hedwig Maria Ley                       | deutsche Bildhauerin                                                                                            | 90    |       |
| 12. Dezember | Friedrich Neumann                      | deutscher Germanist                                                                                             | 89    |       |
| 12. Dezember | Arlette Pielmann                       | deutsche Schauspielerin, Malerin, Fotomodell                                                                    | 41    |       |
| 12. Dezember | Norman Raeben                          | US-amerikanischer Maler                                                                                         |       |       |
| 13. Dezember | Robert Alt                             | deutscher Erziehungswissenschaftler                                                                             | 73    |       |
| 13. Dezember | Änne Bruck                             | deutsche Schauspielerin, Synchron- und Hörspielsprecherin                                                       | 71    |       |
| 13. Dezember | Manuel Afonso de Carvalho              | portugiesischer Bischof                                                                                         | 66    |       |
| 13. Dezember | György Csányi                          | ungarischer Leichtathlet                                                                                        | 56    |       |
| 13. Dezember | Heinrich Kautz                         | deutscher Pädagoge und Schriftsteller                                                                           | 86    |       |
| 13. Dezember | Hans Marchand                          | deutscher Sprachwissenschaftler                                                                                 | 71    |       |
| 13. Dezember | Frits Slomp                            | niederländischer Pastor und Widerstandskämpfer                                                                  | 80    |       |
| 14. Dezember | Jean Babin                             | französischer Romanist und Dialektologe                                                                         | 73    |       |
| 14. Dezember | Ernst Bahn                             | deutscher Maler und Grafiker                                                                                    | 77    |       |
| 14. Dezember | Ahmed Boubia                           | marokkanischer Historiker und Widerstandskämpfer                                                                |       |       |
| 14. Dezember | Salvador de Madariaga                  | spanischer Politiker, Emigrant und Schriftsteller                                                               | 92    |       |
| 14. Dezember | Charles Borromeo McLaughlin            | römisch-katholischer Bischof von Saint Petersburg                                                               | 65    |       |
| 14. Dezember | Mundo                                  | spanischer Fußballspieler                                                                                       | 62    |       |
| 14. Dezember | Kiriak Sawriewi                        | georgischer Bauingenieur und Hochschullehrer                                                                    | 87    |       |
| 15. Dezember | Alexander Dahl                         | deutscher Fabrikant, Autor und Ballonfahrer                                                                     | 86    |       |
| 15. Dezember | Raymond Mourand                        | französischer Radrennfahrer                                                                                     | 76    |       |
| 15. Dezember | Achmad Subardjo                        | indonesischer Diplomat                                                                                          | 82    |       |
| 15. Dezember | Orhan Suda                             | türkischer Radrennfahrer                                                                                        | 62    |       |
| 15. Dezember | Chill Wills                            | US-amerikanischer Film- und Theaterschauspieler sowie Musiker                                                   | 76    |       |
| 16. Dezember | Lelio Basso                            | italienischer Jurist, Publizist und Politiker                                                                   | 74    |       |
| 16. Dezember | Blanche Calloway                       | US-amerikanische Jazz-Sängerin                                                                                  | 74    |       |
| 16. Dezember | Till Carrière                          | deutscher Schauspieler                                                                                          | 26    |       |
| 16. Dezember | Karloskar Felser                       | österreichischer Geologe und Paläontologe                                                                       | 67    |       |
| 16. Dezember | Ernst Maisel                           | deutscher Offizier, Generalleutnant im Zweiten Weltkrieg                                                        | 82    |       |
| 16. Dezember | Stefan Utsch                           | deutscher Schriftsteller                                                                                        | 82    |       |
| 17. Dezember | Don Ellis                              | US-amerikanischer Jazz-Trompeter, Schlagzeuger, Komponist und Bandleader                                        | 44    |       |
| 17. Dezember | Josef Engel                            | deutscher Historiker                                                                                            | 56    |       |
| 17. Dezember | Joseph Frings                          | deutscher Geistlicher, Erzbischof von Köln und Kardinal                                                         | 91    |       |
| 17. Dezember | Eccard von Gablenz                     | deutscher Offizier, zuletzt Generalleutnant im Zweiten Weltkrieg                                                | 87    |       |
| 17. Dezember | Friedrich Jung                         | deutscher Generalstaatsanwalt und OLG-Präsident                                                                 | 88    |       |
| 17. Dezember | Baden Pattinson                        | australischer Politiker (South Australia)                                                                       | 78    |       |
| 17. Dezember | Heinrich Rauschelbach                  | deutscher Astronom und Feinmechaniker                                                                           | 90    |       |
| 17. Dezember | Erskine Tate                           | US-amerikanischer Jazz-Bandleader und Violinist                                                                 | 82    |       |
| 17. Dezember | Walter Vesper                          | deutscher Politiker (KPD), MdL, MdB                                                                             | 81    |       |
| 18. Dezember | Alexander Alexandrowitsch Archangelski | sowjetischer Flugzeugkonstrukteur                                                                               | 85    |       |
| 18. Dezember | Ernst A. Hepp                          | deutscher Diplomat und Journalist                                                                               | 72    |       |
| 18. Dezember | Harold Dwight Lasswell                 | US-amerikanischer Politikwissenschaftler und Kommunikationstheoretiker                                          | 76    |       |
| 18. Dezember | Johannes Marschang                     | deutscher Geistlicher, Gefängnisseelsorger in Anrath und Krefeld und Ehrenbürger der Stadt Willich              | 94    |       |
| 18. Dezember | Oscar Sabo junior                      | deutscher Schauspieler bei Bühne, Film und Fernsehen                                                            | 56    |       |
| 18. Dezember | Rudolf Stampfuß                        | deutscher Prähistoriker                                                                                         | 74    |       |
| 18. Dezember | Katherine Tupper Marshall              | US-amerikanische Schauspielerin, Autorin und Generalsgattin                                                     | 96    |       |
| 19. Dezember | Moss Christie                          | australischer Schwimmer                                                                                         | 77    |       |
| 19. Dezember | Anton Ernstberger                      | deutscher Bankier                                                                                               | 68    |       |
| 19. Dezember | Waldemar Kluge                         | deutscher Amtsleiter und Politiker (GB/BHE, SPD)                                                                | 74    |       |
| 19. Dezember | Duncan Lamont                          | schottischer Schauspieler                                                                                       | 60    |       |
| 20. Dezember | Arthur Breitwieser                     | deutscher SS-Oberscharführer im KZ Auschwitz                                                                    | 68    |       |
| 20. Dezember | Mathias Erang                          | luxemburgischer Kunstturner                                                                                     | 76    |       |
| 20. Dezember | Willard Mullin                         | US-amerikanischer Cartoonist                                                                                    | 76    |       |
| 20. Dezember | Dmitri Jakowlewitsch Pokrass           | sowjetischer Musiker und Komponist                                                                              | 79    |       |
| 20. Dezember | Robin Reed                             | US-amerikanischer Ringer                                                                                        | 79    |       |
| 20. Dezember | Adolf Scheu                            | deutscher Politiker (SPD), MdB                                                                                  | 71    |       |
| 20. Dezember | Zdzisław Styczeń                       | polnischer Fußballspieler                                                                                       | 84    |       |
| 20. Dezember | Ole Wisborg                            | dänischer Schauspieler                                                                                          | 53    |       |
| 21. Dezember | Johann Appler                          | deutscher Politiker (NSDAP), MdR                                                                                | 86    |       |
| 21. Dezember | Roger Caillois                         | französischer Schriftsteller und Philosoph                                                                      | 65    |       |
| 21. Dezember | Annie Leuch-Reineck                    | Schweizer Mathematikerin, Frauenrechtlerin                                                                      | 98    |       |
| 21. Dezember | Josef Marx                             | US-amerikanischer Oboist und Musikwissenschaftler                                                               | 65    |       |
| 21. Dezember | Edith Nidl                             | österreichische Journalistin und Publizistin                                                                    | 68    |       |
| 21. Dezember | Shūji Sano                             | japanischer Filmschauspieler                                                                                    | 66    |       |
| 21. Dezember | Walter Schneiderhan                    | österreichischer Geiger und Komponist                                                                           | 77    |       |
| 21. Dezember | Hans Walla                             | österreichischer Gewichtheber                                                                                   | 69    |       |
| 22. Dezember | Eduard Aigner                          | deutscher Maler                                                                                                 | 75    |       |
| 22. Dezember | Friedrich Benthaus                     | deutscher Manager des Steinkohlenbergbaus                                                                       | 94    |       |
| 22. Dezember | Rochus Gliese                          | deutscher Bühnenbildner und Filmregisseur                                                                       | 87    |       |
| 22. Dezember | Erich Hering                           | deutscher Maler und Grafiker                                                                                    | 55    |       |
| 22. Dezember | Paul Minick                            | US-amerikanischer American-Football-Spieler                                                                     | 79    |       |
| 22. Dezember | Otto Probst                            | österreichischer Politiker, Verkehrsminister und Nationalrat                                                    | 66    |       |
| 23. Dezember | Malcolm Caldwell                       | britischer Hochschullehrer und Marxist                                                                          | 47    |       |
| 23. Dezember | Joachim Dorenburg                      | deutscher Landrat                                                                                               | 63    |       |
| 23. Dezember | Georg Hasse                            | deutscher Maler, Zeichner und Kunstpädagoge                                                                     | 73    |       |
| 23. Dezember | Christine Kerry                        | österreichische Malerin und Zeichnerin                                                                          | 89    |       |
| 23. Dezember | Ilja Lwowitsch Maiselis                | sowjetischer Schachspieler, Theoretiker, Historiker und Literat                                                 | 83    |       |
| 23. Dezember | Louis de Rochemont                     | US-amerikanischer Wochenschau-Hersteller, Dokumentarfilmer, Drehbuchautor und Filmproduzent                     | 79    |       |
| 23. Dezember | Karl Seckinger                         | deutscher Bildhauer                                                                                             | 81    |       |
| 23. Dezember | Misao Tamai                            | japanischer Fußballspieler                                                                                      | 75    |       |
| 23. Dezember | Georg Teschner                         | deutscher Generalmajor im Zweiten Weltkrieg                                                                     | 90    |       |
| 24. Dezember | Edgar Arro                             | estnischer Komponist                                                                                            | 67    |       |
| 24. Dezember | Philip Khuri Hitti                     | amerikanisch-libanesischer Islamwissenschaftler                                                                 | 92    |       |
| 24. Dezember | Hugo Homann                            | deutscher Unternehmer und Lebensmittelfabrikant                                                                 | 89    |       |
| 24. Dezember | Wilhelm Knevels                        | deutscher Theologe                                                                                              | 81    |       |
| 24. Dezember | Franz Johannes Weinrich                | deutscher katholischer Schriftsteller                                                                           | 81    |       |
| 25. Dezember | Wilhelm Berges                         | deutscher Historiker                                                                                            | 69    |       |
| 25. Dezember | Charles Edward Borden                  | US-amerikanisch-kanadischer Archäologe                                                                          | 73    |       |
| 25. Dezember | Raymond Braine                         | belgischer Fußballspieler und -trainer                                                                          | 71    |       |
| 25. Dezember | John Campbell Earl                     | australischer Chemiker                                                                                          | 88    |       |
| 25. Dezember | Genaro Magsaysay                       | philippinischer Politiker und Rechtsanwalt                                                                      | 54    |       |
| 25. Dezember | Clemente Sánchez                       | mexikanischer Boxer im Federgewicht                                                                             | 31    |       |
| 25. Dezember | Joseph Michael Schmondiuk              | ukrainisch-katholischer Geistlicher, Erzbischof von Philadelphia                                                | 66    |       |
| 25. Dezember | Johannes Stumm                         | deutscher Jurist, Polizeipräsident von West-Berlin                                                              | 81    |       |
| 25. Dezember | Alfred Wickenburg                      | österreichischer Maler und Grafiker                                                                             | 93    |       |
| 25. Dezember | Yamada Ginzō                           | japanischer Skilangläufer                                                                                       | 63    |       |
| 26. Dezember | Fritz Büchtger                         | deutscher Komponist                                                                                             | 75    |       |
| 26. Dezember | Hermann Funk                           | deutscher Politiker (SPD), MdBB                                                                                 | 67    |       |
| 26. Dezember | Gerhard Pieper                         | deutscher römisch-katholischer Geistlicher, Jesuit, Missionar und Märtyrer                                      | 38    |       |
| 26. Dezember | Heinrich Schlier                       | deutscher, zunächst evangelisch-lutherischer, dann katholischer Theologe                                        | 78    |       |
| 26. Dezember | Edward L. Sittler                      | US-amerikanischer Politiker                                                                                     | 70    |       |
| 26. Dezember | Martin Teucher                         | deutscher Experimentalphysiker im Bereich der Teilchenphysik                                                    | 57    |       |
| 27. Dezember | Chris Bell                             | US-amerikanischer Sänger, Songwriter und Gitarrist                                                              | 27    |       |
| 27. Dezember | Ludwig Bolz                            | deutscher Landwirt                                                                                              | 88    |       |
| 27. Dezember | Houari Boumedienne                     | algerischer Staatschef                                                                                          | 51    |       |
| 27. Dezember | Alexandre Deulofeu                     | katalanischer Politiker und Geschichtsphilosoph                                                                 | 75    |       |
| 27. Dezember | Oskar Dietrich                         | österreichischer Komponist und Dichter                                                                          | 90    |       |
| 27. Dezember | Egon von Jordan                        | österreichischer Schauspieler                                                                                   | 76    |       |
| 27. Dezember | Bob de Lange                           | niederländischer Theater- und Filmschauspieler                                                                  | 62    |       |
| 27. Dezember | Bob Luman                              | US-amerikanischer Country- und Rockabilly-Sänger                                                                | 41    |       |
| 27. Dezember | Otto Ziebill                           | deutscher Jurist und Politiker (SPD), Oberbürgermeister von Nürnberg                                            | 82    |       |
| 27. Dezember | Paul Zoll                              | deutscher Komponist und Pianist                                                                                 | 71    |       |
| 28. Dezember | Wera Wladimirowna Altaiskaja           | russische Schauspielerin                                                                                        | 59    |       |
| 28. Dezember | Hannes Bertle                          | deutscher Maler und Restaurator                                                                                 | 68    |       |
| 28. Dezember | Lilli Fischel                          | deutsche Kunsthistorikerin                                                                                      | 87    |       |
| 28. Dezember | Hans Fleischmann                       | deutscher Fußballspieler                                                                                        | 80    |       |
| 28. Dezember | Hans Griesau                           | deutscher Verwaltungsbeamter und Wirtschaftsfunktionär                                                          | 52    |       |
| 28. Dezember | Gino Guerra                            | italienischer Radrennfahrer                                                                                     | 54    |       |
| 28. Dezember | Elton Rasmussen                        | australischer Rugby-League-Spieler                                                                              | 42    |       |
| 28. Dezember | Wilhelm Troll                          | deutscher Botaniker                                                                                             | 81    |       |
| 28. Dezember | Harry Winston                          | US-amerikanischer Juwelier                                                                                      | 82    |       |
| 28. Dezember | Gustav Zelibor                         | österreichischer Klavierbegleiter, Kapellmeister und Komponist                                                  | 75    |       |
| 29. Dezember | Ernst Benz                             | deutscher evangelischer Theologe und Kirchenhistoriker                                                          | 71    |       |
| 29. Dezember | Happy Caldwell                         | US-amerikanischer Jazz-Musiker (Klarinette, Tenorsaxophon)                                                      | 75    |       |
| 29. Dezember | Orville O. Dull                        | US-amerikanischer Regieassistent, Produzent und Filmregisseur                                                   | 90    |       |
| 29. Dezember | Hans Heinrich Gerth                    | US-amerikanischer Soziologe                                                                                     | 70    |       |
| 29. Dezember | Guillermo Meneses                      | venezolanischer Schriftsteller                                                                                  | 67    |       |
| 29. Dezember | Paula Scherleitner                     | österreichische Direktorin des Linzer AKH, Vizepräsidentin der OÖ. Ärztekammer und des OÖ. Roten Kreuzes        | 81    |       |
| 30. Dezember | Marija Batschynska-Donzowa             | ukrainische Journalistin                                                                                        | 87    |       |
| 30. Dezember | Rolf Berger                            | deutscher Politiker (SED) und Gewerkschaftsfunktionär, Abgeordneter der Volkskammer der DDR                     | 57    |       |
| 30. Dezember | Gerolf Coudenhove-Kalergi              | tschechisch-österreichischer Jurist und Japanologe                                                              | 82    |       |
| 30. Dezember | Otto von Erdmannsdorff                 | deutscher Jurist, Beamter im Außenministerium, Botschafter in Ungarn                                            | 90    |       |
| 30. Dezember | Hans Friede                            | deutscher Politiker (GB/BHE), MdL                                                                               | 82    |       |
| 30. Dezember | Johannes Herbert                       | deutscher Ringer                                                                                                | 66    |       |
| 30. Dezember | Hanna Honthy                           | ungarische Schauspielerin, Operettenprimadonna                                                                  | 85    |       |
| 30. Dezember | Werner Ilberg                          | deutscher Schriftsteller                                                                                        | 82    |       |
| 30. Dezember | Mark Neumark                           | sowjetischer Mathematiker                                                                                       | 69    |       |
| 31. Dezember | Nicolau dos Reis Lobato                | osttimoresischer Politiker                                                                                      | 32    |       |
| 31. Dezember | John R. Pillion                        | US-amerikanischer Politiker                                                                                     | 74    |       |
| 31. Dezember | Augustin-Joseph Sépinski               | französischer Ordensgeistlicher, römisch-katholischer Erzbischof und Diplomat des Heiligen Stuhls               | 78    |       |
| 31. Dezember | Steve Stanko                           | US-amerikanischer Gewichtheber und Bodybuilder                                                                  | 61    |       |
| 31. Dezember | Basil Wolverton                        | US-amerikanischer Comiczeichner, Illustrator und Karikaturist                                                   | 69    |       |
| Dezember     | Cao Chungeng                           | chinesischer Politiker und Diplomat                                                                             | 61    |       |
| Dezember     | George Malcolm Dyson                   | britischer Chemiker                                                                                             | 76    |       |
| Dezember     | Willy Kaus                             | deutscher Unternehmer und Industrieller                                                                         | 78    |       |
| Dezember     | Lars Møller                            | grönländischer Katechet und Landesrat                                                                           | 67    |       |